# 巴巴縣
巴巴縣（西班牙語：Cantón Baba），是厄瓜多爾的縣份，位於該國中西部，由洛斯里奧斯省負責管轄，面積516平方公里，海拔高度20米，2001年人口35,185，人口密度每平方公里68.19人。